# مستند فقهی قانون مدنی
مستند فقهی قانون مدنی نام مجموعه‌ای دوازده جلدی است که توسط پژوهشکده حقوق و قانون ایران منتشر شده‌است. در این مجموعه پس از ذکر متن مواد قانون مدنی، مستندات و سوابق فقهی هر ماده شناسایی و بیان شده‌است.

## ساختار و محتوا
کتاب مستند فقهی قانون مدنی به سبک «مستند پژوهی» تدوین شده‌است. به این گونه که نویسنده در ابتدای هر بحث متن ماده را به عنوان «متن معیار» بیان می‌کند و سپس مستندات و مدارک فقهی آن ماده را ذکر و به تحلیل و بررسی آن می‌پردازد. این روشِ پژوهش برای اولین مرتبه است که در قانون مدنی ایران اجرا می‌شود.
این کتاب که با استناد به بیش از ۵۰۰ عنوان کتاب فقهی استدلالی در دوازده جلد منتشر شده، به بیان آیات قرآن و احادیث و سایر ادله فقهی و نظرات فقهای گذشته و معاصر در ذیل هر ماده می‌پردازد و موجب آسانی تحصیل مستندات و مدارک شرعی قوانین برای جامعه حقوقی ایران می‌شود.

## اهداف نگارش
پژوهشکده حقوق و قانون ایران در مقدمه این کتاب، اهداف خود را از نگارش و انتشار این مجموعه در موارد زیر بیان کرده‌است.
1. رفع ابهام از مواد قانونی در موارد سکوت و اجمال آن.
2. فهم دقیق مواد قانون مدنی.
3. دسترسی سریع و آسان به مبانی و مدارک اصلی قانون مدنی.
4. تقویت ملکه اجتهاد به روشی آسان در قضات محترم.
5. آشنائی به آنچه برای قانونی استدلال شده ویا ممکن است استدلال شود.

همچنین یکی دیگر از اهدافی که از این کتاب می‌توان ذکر کرد، آشنایی قضات با ادله‌ای است که برای هر کدام از این مواد قانونی ارائه شده یا قابلیت ارائه را دارد تا بتواند در رد یا قبول ادله آگاه‌تر باشد یا لااقل راه مصالحه یا احتیاط را پیش بگیرد.